# Attempted Mustache
| Recensione              | Giudizio |
| ----------------------- | -------- |
| AllMusic                |          |
| Robert Christgau        | A-       |
| Dizionario del Pop-Rock |          |
| 24.000 dischi           |          |

Attempted Mustache è il quarto album di Loudon Wainwright III, pubblicato dalla casa discografica Columbia Records nel novembre del 1973.

## Tracce

### LP
Lato A (AL 32710)
Testi e musiche di Loudon Wainwright III, eccetto dove indicato.
1. The Swimming Song – 2:26
2. A.M. World – 2:31
3. Bell Bottom Pants – 2:27
4. Liza – 2:47
5. I Am the Way (basato sul brano "New York Town" testi e musica di Woody Guthrie, con nuovo titolo e testi di Loudon Wainwright III) – 3:12 (testo: Loudon Wainwright III – musica: Woody Guthrie)
6. Clockwork Chartreuse – 3:37

Lato B (BL 32710)
Testi e musiche di Loudon Wainwright III, eccetto dove indicato.
1. Down Drinking at the Bar – 3:55
2. The Man Who Couldn't Cry – 6:16
3. Come a Long Way – 2:45 (Kate McGarrigle)
4. Nocturnal Stumblebutt – 3:45
5. Dilated to Meet You – 2:02
6. Lullaby – 2:25

## Musicisti
- Loudon Wainwright III – voce, chitarra acustica, banjo
- Kate McGarrigle – voce, banjo
- Johnny Christopher – chitarra acustica, chitarra elettrica
- Ron Cornelius – chitarra acustica, chitarra elettrica
- Mac Gayden – chitarra acustica, chitarra elettrica, slide guitar
- Reggie Young – chitarra acustica, chitarra elettrica
- Hargus "Pig" Robbins – pianoforte, organo
- Doug Kershaw – fiddle e esclamazione cajun
- Tommy Cogbill – basso
- Kenny Buttrey – batteria

Note aggiuntive
- Bob Johnston – produttore
- Registrazioni effettuate al "Ray Stevens Sound Lab." di Nashville, Tennessee
- Ben Tallent – ingegnere delle registrazioni
- Karen Lee Grant – design copertina album originale
- Marshall Fallwell – foto copertina album originale [6]